# Ferdinand Albrecht I. (Braunschweig-Wolfenbüttel-Bevern)

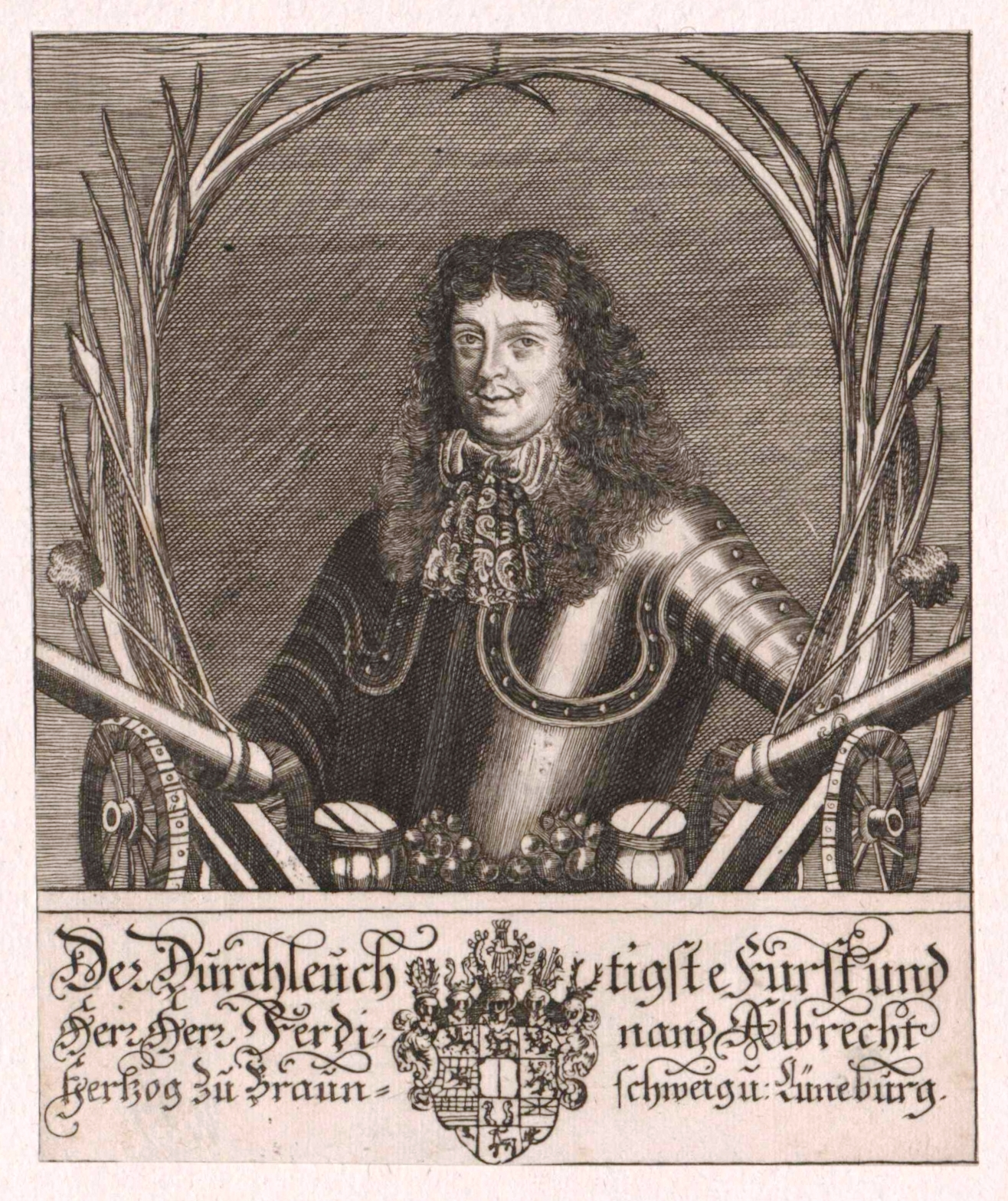
Herzog Ferdinand Albrecht

Herzog Ferdinand Albrecht I. von Braunschweig-Bevern

Ferdinand Albrecht I. von Braunschweig-Wolfenbüttel-Bevern (* 22. Mai 1636 in Braunschweig; † 23. April 1687 in Bevern) war Herzog von Braunschweig-Wolfenbüttel-Bevern aus dem Haus der Welfen.

## Leben
Herzog Ferdinand Albrecht I. war der vierte Sohn von Herzog August dem Jüngeren, Fürst von Braunschweig-Wolfenbüttel und stammte aus dessen dritter Ehe mit Sophie Elisabeth zu Mecklenburg (1613–1676). In jungen Jahren wurde er von Justus Georg Schottelius und dem prominenten Dichter Sigmund von Birken erzogen.
Am 25. Januar 1665 wurde er als Fellow in die Royal Society aufgenommen.
Nach heftigen Erbstreitigkeiten wurden ihm 1667 das Schloss Bevern bei Holzminden, eine jährliche Apanage sowie die Grundrechte als Residenz zugesprochen, als Gegenleistung verzichtete er auf alle Ansprüche an der Regierung des Fürstentums Braunschweig-Wolfenbüttel.
1668 geriet der Herzog in einen Konflikt mit dem in Bevern zuständigen Amtmann Paul Cleve, der dem regierenden Fürsten Rudolf August jeweils Rechnung zu erteilen hatte. Da Ferdinand Albrecht die Einkünfte nicht genügten, beschwerte er sich über den "Starrkopf Cleve". Er beschuldigte diesen wegen respektwidrigen Betragens, verlangte die Entlassung desselben und behauptete einen von ihm unternommenen tätlichen Angriff auf die Person des Herzogs, welcher ihn deshalb gefangen setzen ließ. Im Rahmen der anschließenden Untersuchung durch den Geheimen Rat Söhle weigerte sich der Herzog, seine Diener als Zeugen anhören zu lassen, da ihm allein die Jurisdiktion über diese zustehe. Ferdinand Albrecht ritt mit seinem Hofgesinde auf den Hof des Amtmanns und verhöhnte die dort aufgestellten Wachposten durch das Abfeuern von Pistolen. Erst im weiteren Verlauf des Jahres 1668 wurde Cleve in Bevern wieder eingeführt.
1673 wurde Herzog Ferdinand Albrecht durch Herzog August von Sachsen-Weißenfels in die Fruchtbringende Gesellschaft aufgenommen. Herzog Ferdinand Albrecht wurde als Gesellschaftsname der Wunderliche und als Motto im Fruchtbringen verliehen. Als Emblem wurde ihm das Alexandrinisch Lorbeerkraut zugedacht. Im Köthener Gesellschaftsbuch findet sich Herzog Ferdinand Albrechts Eintrag unter der Nr. 842. Nach dem derzeitigen Stand der Forschung existiert von ihm keinerlei Reimgesetz.
Seine gelingende höfische Repräsentation einerseits, verlorene Machtproben mit seinem Halbbruder und anhaltend gewalttätiges Benehmen gegenüber Hofbeamten und Bediensteten, die seinen Herrschaftsanspruch nicht befriedigen konnten, andererseits, zudem sein übertriebenes Misstrauen gegen jedermann und seine Furcht vor einem frühzeitigen, unnatürlichen Tod brachten ihm bereits unter seinen Zeitgenossen den Spitznamen „Herzog von Zittern und Beben“ ein.

## Nachkommen
Mit 31 Jahren heiratete Ferdinand Albrecht I. am 26. November 1667 die Prinzessin Christine von Hessen-Eschwege (1648–1702). Mit ihr hatte er neun Kinder:
- Leopold Karl (*/† 1670)
- Friedrich Albert (1672–1673)
- Sophie Eleonore (1674–1711), Kanonissin in Gandersheim
- Claudia Eleonore (1675–1676)
- August Ferdinand (1677–1704), Generalmajor
- Ferdinand Albrecht II. (1680–1735)
- Ernst Ferdinand (1682–1746)
- Ferdinand Christian (1682–1706), Dompropst im Braunschweiger Dom
- Heinrich Ferdinand (1684–1706), kaiserlicher Oberstleutnant, gefallen bei der Belagerung von Turin

## Werk
- Jill Bepler (Hrsg.): Wunderliche Begebnüssen und wunderlicher Zustand in dieser wunderlichen verkehrten Welt. Peter Lang, Bern 1988.